# Woodley Park (Metro de Washington)
Woodley Park es una estación subterránea en la línea Roja del Metro de Washington, administrada por la Autoridad de Tránsito del Área Metropolitana de Washington. La estación se encuentra localizada en 2700 Connecticut Avenue NW en Washington D. C.. La estación Woodley Park fue inaugurada el 5 de diciembre de 1981. 

## Descripción
La estación Woodley Park cuenta con 1 plataforma central. La estación también cuenta con 8 espacios para bicicletas.

## Conexiones
La estación cuenta con las siguientes conexiones de autobuses: 
- Rutas del MetroBus